# Milan de Haan
Milan de Haan (Monnickendam, 20 novembre 2003) è un calciatore olandese, centrocampista del Volendam.

## Carriera
È cresciuto nel Volendam.
Il 1 ottobre 2021 ha debuttato fra i professionisti con la prima squadra nella vittoria per 3-2 contro l'Almere City in Eerste Divisie. Il 22 settembre 2023 ha firmato il suo primo contratto professionistico valido fino al 2026.

## Statistiche

### Presenze e reti nei club
Statistiche aggiornate al 6 ottobre 2023.
| Stagione        | Squadra         | Campionato      | Campionato | Campionato | Coppe nazionali | Coppe nazionali | Coppe nazionali | Coppe continentali | Coppe continentali | Coppe continentali | Altre coppe | Altre coppe | Altre coppe | Totale | Totale | Totale |
| Stagione        | Squadra         | Comp            | Pres       | Reti       | Comp            | Pres            | Reti            | Comp               | Pres               | Reti               | Comp        | Pres        | Reti        | Pres   | Reti   |        |
| --------------- | --------------- | --------------- | ---------- | ---------- | --------------- | --------------- | --------------- | ------------------ | ------------------ | ------------------ | ----------- | ----------- | ----------- | ------ | ------ | ------ |
| 2021-2022       | Jong Volendam   | 2D              | 33         | 3          |                 | -               | -               |                    | -                  | -                  |             | -           | -           | 33     | 3      |        |
| 2022-2023       | Jong Volendam   | 2D              | 26         | 5          |                 | -               | -               |                    | -                  | -                  |             | -           | -           | 26     | 5      |        |
| 2021-2022       | Volendam        | 1D              | 2          | 0          | CO              | 0               | 0               |                    | -                  | -                  |             | -           | -           | 2      | 0      |        |
| 2023-2024       | Volendam        | ED              | 5          | 0          | CO              | 0               | 0               |                    | -                  | -                  |             | -           | -           | 5      | 0      |        |
| Totale carriera | Totale carriera | Totale carriera | 66         | 8          |                 | 0               | 0               |                    | -                  | -                  |             | -           | -           | 66     | 8      |        |

## Palmarès

### Club

#### Competizioni nazionali
- Eerste Divisie: 1

Volendam: 2024-2025